# Opharus flavimaculata
Opharus flavimaculata là một loài bướm đêm thuộc phân họ Arctiinae, họ Erebidae.